# Alfonso Pérez Nieva
Alfonso Pérez Gómez-Nieva (1859-1931) fue un escritor y político español.

## Biografía
Nació en Madrid el 12 de mayo de 1859. Licenciado en Filosofía y Letras y funcionario administrativo, fue un prolífico escritor. Fue redactor de El Globo de Madrid y corresponsal de La Dinastía de Barcelona, así como colaborador de Blanco y Negro, La Ilustración de Barcelona, La Ilustración Católica, La Lidia, La Ilustración Española, El Liberal, El Imparcial, La Correspondencia de España, El Mundo de los Niños, La Edad Dichosa, Barcelona Cómica, El Gato Negro, Hojas Selectas, El Día, El Correo Ilustrado, Pluma y Lápiz, ABC y La Ilustración Artística, entre otras publicaciones periódicas.
Firmó sus obras también como Alfonso Pérez Nieva. Fue ministro de Instrucción Pública y Bellas Artes en 1923 y 1925. Autor de numerosas poesías, artículos de prensa, notas de viajes y relatos, practicó un naturalismo cristiano sumamente devaluado que frente a la denuncia y crítica feroz de los naturalistas radicales a la clase media contemporánea la defiende. Su primera novela, Esperanza y Caridad (1885) trazó las constantes del resto de su producción, exaltadora de la virtud y la educación cristianas, del poder redentor del trabajo, del matrimonio por amor y de la independencia profesional de la mujer. La clase media es el título de una serie novelesca inconclusa que se inicia en 1889 con El alma dormida y pretende ser una galería de retratos de la burguesía como los presentados en La última lucha (1888), El buen sentido o La dulce oscuridad, para dar paso en los últimos años de su vida a las novelas histórico-costumbristas como El paje de la duquesa (1923) o El juez, el duque y la comedianta (1931). Fue autor, además, de la novela La savia publicada en Valencia: Librería de Aguilar, 1899?